# I’d Do Anything
«I’d Do Anything» — второй сингл канадской рок-группы Simple Plan с дебютного альбома No Pads, No Helmets… Just Balls. Сингл вышел 8 октября 2002 года. На записи можно услышать вокал Марка Хоппуса из групп Blink-182 и +44. Песня «I’d Do Anything» прозвучала в фильме «Цыпочка».

## Видеоклип
В клипе показано, как куча подростков пытается попасть на концерт группы, время от времени показывается Пьер Бувье, который поёт неподалёку от тех самых подростков. Марк Хоппус также появился в клипе.

## Список композиций
1. «I’d Do Anything (Album Version)»
2. «I’m Just a Kid (Single Version)»
3. «Grow Up»
4. «My Christmas List»
5. «I’m Just a Kid (Enhanced Video)»

## Чарты
| Чарт (2002)                              | Высшая позиция |
| ---------------------------------------- | -------------- |
| Australian ARIA Hitseekers Singles Chart | 4              |
| U.S. Billboard Hot 100                   | 51             |